# Policía de Yorkshire del Oeste
La Policía de Yorkshire del Oeste (West Yorkshire Police, WYP) es una de las agencias de policía territoriales del Reino Unido.
Es la cuarta fuerza policial más grande del país, teniendo responsabilidad sobre la seguridad de más de dos millones de habitantes y cubriendo cerca de 2000 km² divididos en cinco distritos operativos. El personal a su cargo asciende a 5600 oficiales de policía y 2400 empleados de apoyo.

## Historia
La policía de West Yorkshire moderna se creó en 1974, cuando la Inspectoría de Yorkshire del Oeste fue unida con los servicios policiales de las ciudades de Leeds y Bradford para crear una fuerza unificada para el condado. Primero fue conocida como la Policía Metropolitana de Yorkshire del Oeste, pero el adjetivo «metropolitana» fue removido tras cambios en la composición territorial.

## Roles
La policía patrulla todo el condado de Yorkshire del Oeste el cual se caracteriza por combinar ciudades con áreas rurales. Además de realizar patrullas por todo el territorio del condado, poseen unidades específicas para desarrollar otras tareas de seguridad o asistir a los oficiales.

### Unidad de patrulla de carreteras
La Roads Policing Unit es la encargada de patrullar las autopistas y calles que atraviesan Yorkshire del Oeste, siendo estas algunas de las rutas más transitadas de toda Europa. Utilizan vehículos de alta velocidad equipados con navegadores satelitales, y desde 2005 emplean cámaras equipadas con tecnología de reconocimiento de matrículas (ANPR), tanto en lugares fijos como a bordo de los vehículos. Entre sus tareas se encuentran responder a accidentes de tránsito, hacer cumplir leyes y normas de tránsito, e investigar registros y seguros vehiculares.

### Unidades de respuesta armada
En el Reino Unido, la policía no se encuentra usualmente armada. Cada fuerza sin embargo, posee un equipo de respuesta armada para responder incidentes en los cuales esten incluidas armas de fuego. En West Yorkshire, esta tarea está a cargo de las unidades de repsuesta armada (ARV). Los mismos se trasladan en vehículos de gran velocidad, poseen carabinas y rifles, y están entrenados en el uso de pistolas taser y primeros auxilios. Los oficiales de respuesta están entrenados y poseen certificaciones en el manejo y uso de armas.

### Equipo de drones
La WYP posee un equipo de 60 operadores de drones, los cuales están equipados con cámaras, incluyendo cámaras de visión nocturna y térmica. Los mismos son utilizados para asistir a oficiales en tareas de búsqueda de personas, investigaciones criminales, planeamiento de seguridad en eventos y control de situaciones.

### Sección canina
La agencia emplea perros para diferentes tareas. Estas incluyen la búsqueda de personas, la reducción de sospechosos, y la búsqueda de contrabando, drogas y explosivos. Los canes son entrenados y viven en las instalaciones especiales de la agencia.